# Zebiniso Rustamova
Zebiniso Sanginovna Rustamova (in russo Зебинисо Сангиновна Рустамова?; Dušanbe, 29 gennaio 1955) è un'arciera sovietica.

## Palmarès
- Giochi olimpici

Montréal 1976: bronzo nell'individuale.